# الكرامة (منبج)
الكرامة بلدة سوريّة تتبع إداريّاً لمحافظة حلب منطقة منبج ناحية مسكنة، بلغ تعداد سكانها 287 نسمة حسب التعداد السكاني لعام 2004.